# ハナちゃん (おジャ魔女どれみ)
ハナちゃん（以下、本稿では特記がない限り「ハナ」と言う）は、アニメ『おジャ魔女どれみ』シリーズに登場する魔女。魔女界史上初となる、MAHO堂所属の魔女見習い（魔女→おジャ魔女）となり、また人間界の学校に通うため、巻機山 花（まきはたやま はな）と名乗った。担当声優は大谷育江。

## プロフィール
- 2000年（平成12年） 3月25日生まれのおひつじ座 (辰)[独自研究?]。血液型は不明[注 3]。年齢7歳〔第6期で登場時点での人間の子供に換算した時の年齢〕[注 4]。魔法で1991年   (平成3年)  3月25日生まれの設定となる[注 5]。
- 学歴は、魔女幼稚園[注 6]⇒美空市立美空第一小学校6年1組[注 7]⇒魔女幼稚園[注 8]⇒魔法小学校[注 9]⇒美空高校二年？組[注 10]⇒三年A組[注 11]⇒東京大学医学III部に進学[注 12]。
- 第4期での魔女見習い服はレモン色[注 13]をベースとした白であり、背中に羽根の付いたリュックが付いていて、フリルが多用されている。魔女見習いになった時に得たお付きの妖精は「トト」[注 14]。
- ハナは魔女として生まれてきたため、魔女見習いになっても魔法を使用する際には呪文の斉唱の必要はない。しかし本人はそれが不満らしく[注 15]魔法を使う時は自分で考えた「ポロリンピュアリン ハナハナ・ピ」という言葉を呪文のつもりで唱えている[注 16]。また、第6期でマジカルステージを発動させるとき、自分で考えた呪文は「ポロリンピュアリン にこやかに」。
- ハナがマジカルステージに参加したのは赤ちゃんの時2回[注 17]、および魔女見習いの時点で「魔女ガエルの呪いを解く」とき、第6期で北海道で憔悴しきったおんぷを安心して寝かせるため、合計4回である。
- 人間界においては、巻機山リカ（マジョリカ）の架空の娘姉妹の娘であることになっている。乳児時代（第2期・第3期）は妹の娘の設定で、正式な姓名は巻機山 ハナで名前がカタカナ。小学生時代（第4期）は姉の娘の設定で、正式な姓名は巻機山 花で名前が漢字[注 18]。また、宮城県出身ということになっている。
- 育ての母親は、MAHO堂のおジャ魔女たち[注 19]（どれみ・はづき・あいこ・おんぷ）[注 20]。設定上の母親は春風どれみ[注 21]。
- 乳児・幼児時代の両親役は父親がはづきで、母親があいこ[注 22]。小学生時代の両親役[注 23]は父親がももこで、母親がおんぷである[注 24]。
- 第6期になり美空高校に通うようになると、パリを中心に過ごして美空市に戻って来た、帰国子女という扱いとなる[8]。また、第6期は魔女見習いではなく完全な魔女としてどれみたちと接することになる。また、魔女ではあるものの、中身はまだ小学生なので、どれみたちと同じように第4期の魔女見習い服バージョン16を着用することがある。
- 魔女であるため、人間界では両親の存在や在学歴を誤魔化す必要があった[注 25]。
- 第6期第5巻第5章になり｢頑張っている人みんな｣を応援するために、チアリーディング部を創設することとなる。

### 漫画版での扱い
- たかなししずえによる漫画版には『ドッカ〜ン!』まで登場せず、その代わりとして怪獣の子である「ボオちゃん」が登場する。が、そのためにハナと、どれみたちとの関係は「友人関係」におさまっており「親子関係」に関しては、ほぼオミットされている。その代替として漫画版のハナは「どれみたちのファン」という扱いになっている。

## 来歴
次期女王候補の魔女であり、魔女界始まって以来の魔力を持っていると言われる。魔女界の女王様の庭園にある青いバラ「ウィッチー・クイーン・ローズ」から100年ぶりに生まれ、その場に居合わせたどれみたちに育てられることとなった。

### 第2期（0歳）
- ウィッチー・クイーン・ローズから生まれた魔女界史上最強の赤ちゃんというだけあり、他の魔女の赤ちゃんに比べ夜泣きがひどく、マジョリカやララを寝不足にしてよく困らせた。
- 赤ちゃんということもあり本能で魔法を作動させたり、主にMAHO堂内[注 29]で空中ハイハイをしたりして、どれみたちを相当困らせた[注 30]。
- 「ルピナスの子守歌」[注 31]を聞くと、機嫌が最悪の時や健診時の寝かしつけという場面でもぐっすり眠ることができる[注 32]。
- 第2期を通して、どれみに抱かれるとおねしょをすることが多々あった（第1話だけオムツなしで、第2話からオムツ着用）。
- 1歳間近の時に重い病気にかかり[注 33]、どれみたちが呪いの森で命がけで取ってきたラブシュプリームの花の力で治った[10]。さらに、呪いの森で1000年の眠りにつく呪いにかけられていたどれみたちを呼び起こす[注 34]。その後、無事満1歳を迎え、魔女界の掟により育ての母と引き離される[注 35]。

### 第3期（1歳）、第5期（第3期の番外編）
- 1歳となったハナは、魔女界の掟に従い、魔女幼稚園に寄宿する形で入園する（一方、育ての親のどれみたちは、女王様の計らい[注 36]により「魔女見習い」に戻ることができた）。
- 第6話で、こっそり魔女幼稚園の様子を見に来ていたどれみたちに気づいてしまう。そのせいで、ママに会いたいという思いが再発し、周囲を探し出すも見つけることができず泣き出してしまう（ハナの魔法なら隠れているママを見つけることは容易だが、人間界での育児や幼稚園での生活から、魔法は使うことはなかった）。
- 第7話で、前話でママたちを見てしまったことを思い出し「ママ（に会いたい）」と、他の園児が元気に遊ぶ幼稚園内でもうわの空状態だった。それを見たオヤジーデが[注 37]人間界に連れてきてしまったせいで、本来なら禁じられている育ての母と再会を果たす[注 38]。また、第6話でのでんぐり返し失敗を見ていたどれみの愛情にハナが応え、苦手だったでんぐり返しができた[注 39]ことで、育ての母との定期面会（魔女幼稚園からの日時指定）が許可されることになる[注 40]。
- 第28話で魔女幼稚園内で大混乱が発生[注 41]し、園児たちがママに会いたいと泣き出してしまう。それを見たハナは次々と園児たちの育ての親をプールサイドに呼び出す。その様子を見てしまった（園児の育ての母を次々と呼び出した張本人の）ハナまで「ママ（に会いたい）」と泣きだし、「どれみー」と泣きながら魔法を使い、人間界で就寝中[注 42]のどれみを魔女幼稚園のプールサイドに呼び出してしまう。なお、この出来事を機に「（誕生から1年経過したら）育ての母と引き離す」という魔女界の規則が見直され、育ての母はいつでも子どもたちと面会できるようになった（それまではハナだけの特例措置だった）。
- 1歳半（第28話）の時にどれみを魔法で魔女界に呼びだしたことが原因で先々代の女王様（の幻影）に野菜嫌いの呪い[注 43]をかけられ、純粋水晶玉は全て輝きを失い色が落ちて魔力も衰えたが[11]、この時も、どれみたちママの努力で呪いは解かれている[注 44]。野菜入りの料理を1種類食べられるごとに水晶玉の輝きが1個復活し、47話で呪いは完治した。呪いが解かれた（お菓子にアレンジした野菜の）食べ物は、登場順に以下の通り。
  - かぼちゃのプリン（第30話）
  - ホウレン草のシフォンケーキ（第36話）
  - スイートポテト（第40話）
  - グリーンピースのビスケット（第47話）の計4種類。

- 野菜嫌いの呪いを人間界で治す間、ハナが元々嫌いな「ニンジン」[12]を使ったお菓子やレシピはほとんど出てこなかった[注 45]。
  - 呪いがかけられる前、ニンジンは苦戦しながらも2度食べた。1度目（第21話）で、魔女幼稚園にいるハナちゃんへの「配達」という名目のもと、蜂蜜やバターでクセを極力消した「ニンジングラッセ」を作り、ニンジン（小）3つを嫌々ながらなんとか食べた[注 46]。2度目（第27話）は、ももこの提案でニンジンケーキが登場し、この時は元々のベースがケーキで甘く、ニンジン独特の風味もなく美味しかったようで無事食べ切れた。
- 第5期では、第3期の作中で触れられなかった「ナイショ」の話を基に展開したため、設定は基本的に第3期と同一であるが、野菜嫌いの呪いがかかっていないことやニンジン嫌いがないなど、一部設定が異なる部分がある。

### 第4期（2歳（※魔法で見た目は12歳）まで）
- 第3期終盤でのどれみたちと先々代女王との魔法合戦の後、再び魔女界へ戻るも、ママに会いたい気持ちが強く、幼稚園内で泣いてばかりの日々が続く。それを見た女王様が先々代女王の眠るライフウッドの根元に連れて行き、気分を晴らしに行く。その際、偶然目についたウェディング・チェストに触れてしまい、チェスト内に封印されていた先々代女王の妖精「ババ」を封印から解き、目覚めさせる。
- その後も、「ママに会いたい」気持ちは変わらず、保母やオヤジーデ、園児たち[注 47]の機嫌取りも一切効果はなかった。さらに、「ママと一緒に学校に行く」というワガママを言うも、オヤジーデやマジョポン・マジョピーから、「大きくならないと学校には行けない」と諭されるが、逆にワガママを暴走させた挙句、強力な魔法で自身を12歳に急成長させ、さらにMAHO堂の建物まで変えてしまう[注 48]。その後、人間界へ向かう[注 49]。
- ハナ自身にかけた強大な魔法の作用に対し、魔女の証である純粋水晶玉が耐え切れずに割れてしまう。その結果、純粋水晶玉を失う＝魔女の資格を失ってしまうが、女王様の計らい[注 50]により、再び魔女になるべく魔女見習いとなり、また自身の強い希望で、どれみたちと一緒に美空第一小学校に通う。
- 魔女が魔女見習いになった前例はシリーズ全体を通して一切なく[注 51]、生来魔女として誕生した者が魔女の身分を失い、その結果魔女見習いになって、見習い試験を受けながら魔女に復帰していく、という魔女界始まって以来の経歴を持つ魔女となっていく。
- 自身の魔法で改装したMAHO堂の2階（巨大なライフウッドの幹）で生活しており、鏡台には、第3期第7話でのMAHO堂でどれみに抱っこされているハナの写真が置かれている[13][注 52]。
- 急成長している間、人語（日本語）が問題なく話せるようになる[注 53]。
- 第4期後半では魔女界で白い子象と知り合い「パオちゃん」と命名、彼女を慕ってMAHO堂に押しかけてきたパオちゃんと力を合わせて先々代の女王様の悲しみに影響された人々を助ける。
- 第4期第50話でどれみたちが魔女にならないと決意したことに猛反発する[注 54]が、最後は納得しどれみたちおジャ魔女6人分の水晶玉と自身の水晶玉を合体させて魔女に戻る。そして女王様から次の女王に指名される。
- 魔女になる儀式で魔女に戻った時、自身にかけていた魔法が解け実年齢[注 55]にもどってしまう。ハナはおぼつかない言葉で「どーゆーこと？これじゃハナちゃん卒業式に出られない」と困ったところ、女王様の計らい[注 56]により卒業式が終わるまで小学校6年生の姿に戻してくれた。その後、卒業式を無事終え[注 57]、後継人に指名されたマジョリカや妖精たちと共に魔女界へ帰っていった（帰っていく途中で魔法が解け、実年齢の2歳の姿に戻る）。

### 第6期（登場時は7歳から12歳〈※対外的には自称16歳〜〉まで）
- 第6期では後述するある理由[注 58]によりマジョリカを後見人から解任して、マジョルカを後見人に指名したため、マジョリカは再び人間界に赴くことになった[注 59]。
- その後ハナ自身も人間界へ赴き のちにママのどれみと同じ高校に通いながら、その理由を探っていくことになる。
- 高校在学中は、魔力だけでなく学力もずば抜けており、美空高校転入後の定期試験で学年三位から、3年生になってからは学年一位になり、さらに学校史上初となる現役で東京大学理系III部（医学部）へ合格を果たした。
- 第6期エピローグでは来春（2016年の春）に次期女王に就任することが明かされている[注 60]。

## 人物

### 名前
- 名付け親はどれみで、由来は「花から生まれたから」[15]。
  - カタカナの「ハナ」が正式な名前であるが、学校に通う時のみ以下の経緯により漢字の「花」と名乗る。普段の生活や役名はカタカナの「ハナ」になる。
  - 人間界ではマジョリカと同じく「巻機山」姓を名乗った[注 61]。また、どれみたちの家族や学校関係者には「巻機山リカ（マジョリカ）の孫」という設定にした[注 62]。
  - 人間界での名前については、玉木麗香から「（乳児のハナと小学生の花は）従姉妹なのに同じ名前なのはおかしい」と指摘されたが、ももこがとっさに「二人のママが姉妹であり、どちらも同じく花が好きだったため、同じになってしまった」と釈明し、疑惑を回避した[5]。

- 一人称はそのまま「ハナちゃん」を使うが、たまに「あたし」[注 63]を使うこともある。
- 第6期で高校生[注 64]になると、「さすがに『ハナちゃん』はちょっと…」ということで、「ハナ」（時折「あたし」）と言っているが、話す相手により使い分けることはまだ難しい[16]。
  - 第6巻第4章で、ユメとMAHO堂で暮らしている時は、お姉ちゃんぶって「ワタシ」と言っていたが、それでもどれみたちの前ではすぐに「ハナ」と言ってしまう[17]。

### 外見
- 誕生当初から髪に5個の純粋水晶玉（紫・緑・青・オレンジ色・桃色）が頭頂部に一房にまとめていた。また、「くせっ毛」である[注 65]。
- 魔女幼稚園に入園後、でんぐり返しが苦手だったが、できない決定的理由が、誕生時からの髪の毛のスタイル[18][注 66]であったため、オヤジーデに連れられて人間界に来た時に、どれみの手によって髪型をツインテールに変え[注 67]、その後魔女幼稚園でできるようになった[19]。後に、第28話アバンタイトルで、でんぐり返しが得意になり、やりすぎて目が回ってしまった。また、ツインテールに髪型を変えた時に純粋水晶玉が5つから左右2つずつ[注 68]の4つになる[注 69]。
- 第4期では髪もまた急成長して2本の巨大な「エビフライ」のような状態[注 70]になり、ヘアバンドも砕け散った水晶玉に代わり、羽根の模様が付いたものに変更された。寝るときなどは髪をおろしていた。また、寝起きはくせっ毛ということもあり、寝ぐせがひどく、寝起きは髪を解かさないといけない。
- 第4期の魔女見習いの帽子は、どれみたちおジャ魔女と仕様が異なり、二股である。これは、第2期で着用していた服装の帽子部分が二股になっているから。また、第6期では、完全な魔女であるが、魔女見習い服を着用することがある[注 71]。その時の服装は第4期の見習い服を高校生の大きさにしたもの。
- 第4期第5話で、新月の晩のみハナ自身にかけていた魔法が解け、実年齢2歳児の姿になってしまうことが判明する[注 72]。第12話の修学旅行2日目の夜（この時も新月の夜）にも2歳児に戻ってしまい、クラスメイトに見つかってしまうと大変なことになるので、どれみがハナをかくまうように、他のママたちが必死のフォローでその日の夜を乗り切った[注 73]。翌朝にはハナは小学生の姿に戻った。ただし、この設定が描写されているのはこの2回だけ。着ている服のサイズは変わらず、ツインテールの根元には水晶玉ではなく白い羽根になるなど、現実に起きた状態（誕生時から所有していた純粋水晶玉が全て砕け散って存在しないこと）はしっかり反映されている。しかし第4期エンディング映像や講談社のテレビ絵本版第4期、「ないしょのまほう」で描かれた2歳時の容姿はツインテールの根元が純粋水晶玉に戻っており、服も第4期第1話で強大な魔法をかける直前の服装に変化している。
- 小学校を卒業後、マジョリカたちと魔女界へ戻る時に、女王の魔法が解け、再び実年齢の2歳[注 74]の姿に戻った時、魔女幼稚園に復園後、新たに得た1つの水晶玉をどのように所持していたかは描写がないため不明[注 75]。
- 第6期で再度人間界に留学するにあたって、見た目だけ16歳になった姿は以前（第4期）の姿をそのまま成長させた姿である（実年齢は7歳だがその時の容姿についてはイラスト化されていない）[20]。魔女に戻った時に再び得た水晶玉はキュロットスカートの中に入れてある。

### 性格
- 第2期の赤ちゃんの頃は、ママたちの機嫌を読み取れる[3]ようで、ママたちが些細なことでケンカや不機嫌になっている時はハナの機嫌が非常に悪くなり手が負えなくなる。
- 第3期で入園した魔女幼稚園では、幼いながらもリーダーシップがあり、魔女ではない「人間のママ」に育てられたこともあって人を思いやる気持ちを持っている[21]。
- 第3期の中盤以降、野菜嫌いの呪いを克服するため人間界で再び暮らしている時、第2期に比べ夜泣きはしなくなったが、些細なことで機嫌が悪くなり大泣きするところは第2期からあまり変わっていない。また、日中は、マジョリカとララを遊び道具代わりにこきつかっているため、マジョリカとララはどれみたちが来る頃にはぐったりになっている[22]。
- 第3期まで、自力でトイレにいくことができなかった[注 76]。
- 第4期第10話では修学旅行の班長を引き受け、夜遅くまで頑張りすぎたため、出発前日に高熱で倒れてしまったが、翌朝（出発当日）には回復していた。
- 第4期で急成長していた頃は、精神年齢は12歳ではないので、感情の赴くままに行動してどれみたちがそのフォローに苦労する羽目になるが、時としてその純真無垢な言葉が時に人の心を動かすこともあった。
- 第6期では、見た目は高校生でも実年齢は小学生なため、感情の赴くまま暴走することが多く[注 77]、どれみママに止められることが多かったが、魔女界で4年間育っているため、ふてくされながらもいくつかの事件の後は感情をある程度抑えることはできるようになる。後述する妹探しが一段落した後は、学力はもとより精神的に大きく成長し、第6期で人間界での再留学（これまでの1年ではなく、6年以上という長期間の留学）がハナ自身にとって大きくプラスとなった。
- 第6期の後半では、どれみが大学受験に失敗し浪人生活中、現役で東大入学したハナがどれみの勉強を見るという、どちらが保護者（親）なのか分からなくなる事態も発生した。

### 魔力
- ウィッチー・クイーン・ローズから生まれたため、生来魔力は強いが、ハナは他の魔女とは比べ物にならないほど強い[注 78]。
- ハナが魔法を使う際は、特殊な音と共に純粋水晶玉が光った直後に髪が跳ねるように動き魔法が作動する[注 79]。第2期第2話では、本人が意図せず魔法を使ってしまう場面が描かれていた。
- 誕生の時点で他の魔女の子どもは水晶玉1つに対し、ハナの純粋水晶玉は5つ持っていた。髪型をツインテールにしてからは4つに減っている[注 80]。
- 魔法でママといえば、必ず「どれみ」になる[注 81]。
- 乳児時代、他の赤ちゃん同様「魔法シャックリ」（第2期第9話）が出たことがあり、マジョリリカの別荘で、シャックリの影響で魔法をつかってしまいあらゆる物が落下してきた。
- 第3期で魔女幼稚園に通っている時点で、大人の魔女であるマジョポン・マジョピー先生より魔力は上回っていた[注 82]。
- 第4期に魔女見習いとなったときも、人間の魔女見習いとは違って魔力は強い[注 83]。また、見た目は小学校6年生でも中身が2歳なので、些細なことですぐ魔法を使ってしまい、危うく魔女（見習い）と見破られそうになり、魔女ガエルになってしまうギリギリの状況が何度かあった。
- 第4期終盤で魔女に戻った時は、他の魔女同様、水晶玉は1つ[注 84]である。
- 第5期第5話で、「ハナちゃんになりたい」[注 85]と冗談半分でいったぽっぷの言葉を真に受け、魔法を使ってぽっぷとハナが入れ替わってしまった。
- 第6期で登場の時点では第4期に比べ、魔力が明らかに増大[注 86]した。また、瞬間移動や時間を戻す魔法も簡単に使える。

### 学力
- 小学校へ通い出した当初は字の読み書きすらままならなかったが[注 87]、MAHO堂のメンバーに勉強を教わったり[5]、また何度か関先生とのマンツーマンの補習を受け[24]、最後は堂々と授業に出ていた。自転車にも熱心な練習で乗れるようになった[25]。
- 第6期になると、魔力の増大に伴い集中力・理解力が増大し、また記憶力も格段に上がったため[注 88]、外国語も支障無く話せる他、高校2年1学期の期末テストでは堂々の学年三位となった[26]。3年に進学すると学年一位に上り詰め、大学進学後も首席クラスの成績を残している。
- 高校卒業後の進路は「国立大学理系コース」を経て、医者になりたいと思っている[注 89]。

### 趣味・嗜好
- プリンが大好物。
  - 第2期第43話で美空小の給食室にあったプリンを30個（1クラス相当）も食べたが、第3期第32話では3つ食べただけでお腹を壊してしまった[注 90]。
- 乳児のころは水飴が好物だった[注 91]。
- 野菜嫌いの呪いがかけられている間、数日お通じがない影響で腹痛の症状がある時は、定番の「バナナ」をよく食べていた[29]。
- シマウマを食べてみたがっている[30]。
- 野菜嫌いの呪いに関係なくニンジン嫌い[12][注 92]。
- どれみの影響で、「（ビーフ）ステーキ」を食べたがっている[31]。実際、第4期第18話では、犬に扮装したハナは西沢先生から出されたドッグフードを魔法で「ステーキ」に変えて食べた。
- 第4期第24話では「機動戦隊バトルレンジャー」に影響され、コマンダーホワイトを模した「コマンダーハナ」に扮した。撮影現場に飛び入りしたコマンダーハナの活躍はバトルレンジャーの監督たちを大いに感動させ、「コマンダーハナ」はバトルレンジャーの続編「機動戦隊バトルレンジャーV」において新たに登場したコマンダーレディーホワイトのモデルとなった。

### 交友関係
- アレクサンドル・T・オヤジーデと気が合う[注 93]。
- 第4期においては伊集院さちことの接点が多く、第32話「いい子だって悩んでる」では2人で単体の作品にもなっている。
- 小学校を卒業して魔女界に帰ってからはどれみたちとは音信不通であった[注 94]。しかしマジョリカや自分の水晶を通して、どれみたちの様子は見ていたようである[33]。

### その他
- どれみの妹・春風ぽっぷに負けないくらい寝相が悪く、ぽっぷを寝ながら投げ飛ばしたこともある[34]。
- 口癖はママであるどれみと同じ「（膨れっ面での）プップのプー」で第2期から使用していた[注 95]。
- 魔法で急成長（小学校6年生）になっていた頃は、言葉の意味を履き違えることが多々あった。以下は、履き違えた顕著なケース。
  - 一度目は、第4期第11話での修学旅行の最中、どれみが言った「もっとモテモテになりたい」という言葉をはき違えて、魔法でどれみにたくさんの荷物を持たせてしまった。
  - 二度目は、第4期第18話で（6年）2組担任の西沢先生が恋しているとママたちが話しているのを聞いて、西沢先生が「鯉（の格好を）している」と勘違いした。
- ババが風邪をひき熱が下がらないと聞いたとき、ナイフとフォークをもって手術しようとしたり、ババの好きな炭酸ジュースを温めて飲ませようとした[35][注 96]。
- 第4期終盤で、おジャ魔女が卒業ソングを演奏するとき、指揮者となった[注 97]。

## 「妹」の存在
第6期にハナが再び人間界に来るきっかけになったのが、ハナの「妹」が存在するという事実だった。ウィッチー・クイーン・ローズから誕生する魔女は同時期に必ず2人の魔女が生まれる。だが、魔女界での女王の座を巡った争いを避けるために、先々代女王が即位後、元老院会議で規定が制定され、後から生まれた方（妹）は人間界に送り込まれ、魔女であることを知らせずに生きていくことになっていた。ハナの妹は、「ユメ」で、現在の女王様の妹であるマジョアヴェニールと共に生活している。また、一時期、マジョアヴェニールの新たな拠点探しのため1か月間、美空町のMAHO堂に預けられ、その期間は実姉のハナと一緒に暮らした。